# DCS1800
DCS1800 es una variante de la norma GSM que utiliza la frecuencia de 1800 MHz en la región 1 de la UIT (Europa, Groenlandia, territorios de Francia, África y el Medio Oriente).
Por tener una frecuencia doble que la norma GSM, tiene dos características:
- Tiene más canales disponibles, y por lo tanto, más ancho de banda
- Al aumentar la frecuencia aumenta la absorción, por lo que para poder asegurar el servicio es necesario a veces
  - utilizar terminales de 2W, como en Francia
  - disminuir el área cubierta por una celda, lo que obliga a aumentar la cantidad de estaciones de base.

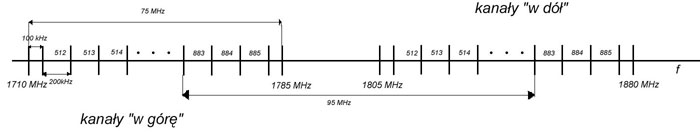
Gráfica de la frecuencia 1800 MHz.

- Datos: Q929552